# Wiederkreuz

Wiederkreuz

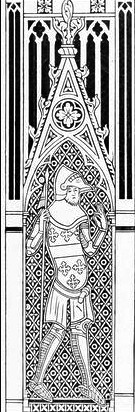
Thomas de Beauchamp, 11. Earl of Warwick, 14. Jhd.

Das Wiederkreuz, auch Deutsches Kreuz, ist eine Vervielfachung des Lateinischen Kreuzes.

## Verwendung
Die Wiederholung der Kreuzform ist ein altes Motiv, das sich schon in vorchristlicher Zeit findet. In christlichem Kontext ist es vermutlich ein Symbol für die fünf Wundmale Christi, die Gnostiker verwenden es als Symbol des vierfachen Geheimnisses.
Verwechslung ist mit dem nasenbesetzen Kreuz der Gotik möglich, einem einfachen griechischen Kreuz, das an jedem Arm mit je zwei Nasen besetzt ist.

Mertesheim, Rheinland-Pfalz
Neufahrn, Bayern
Sør-Trøndelag, Norwegen
Liperi, Finnland
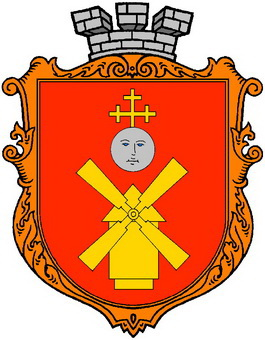
Iwanytschi, Ukraine
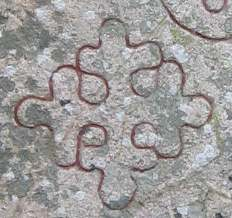
Runenstein, 11. Jhd., Schweden